# Der Sommer mit Anaïs
Der Sommer mit Anaïs, Originaltitel Les Amours d’Anaïs, ist ein Spielfilm von Charline Bourgeois-Tacquet aus dem Jahr 2021, der am 21. Juli 2022 in den deutschen Kinos startete.

## Handlung
Anaïs ist Mitte dreißig. Sie lebt in Paris, wollte eigentlich mit ihrem Freund Raoul zusammenziehen, wohnt aber jetzt doch lieber allein in der viel zu teuren Wohnung und weiß nicht wirklich, wie es mit ihrem Leben weiter gehen soll. Den Abschluss ihrer Doktorarbeit über Leidenschaft im 17. Jahrhundert schiebt sie vor sich her. Bei einer Party begegnet Anaïs dem deutlich älteren Verleger Daniel, der sich in sie verliebt. Raoul eröffnet sie wenig später, dass sie von ihm schwanger ist, aber abtreiben wird und ihn verlassen will, zu wenig Leidenschaft verspüre sie. Als Anaïs erfährt, dass bei ihrer Mutter eine Krebserkrankung diagnostiziert wurde, steigert dies ihre Rastlosigkeit. Ihren Doktorvater hält sie mit Terminen hin, ihre Vermieterin mit der Miete. Halbherzig lässt sie sich auf eine Affäre mit Daniel ein, der ihr jedoch bald gesteht, dass er seine gleichaltrige Partnerin, die bekannte Schriftstellerin Emilie, nicht verlassen will. Während Anaïs das zu leidenschaftslos ist und sich ihr Interesse an Daniel schnell verflüchtigt, wächst ihre Faszination für Emilie, von der sie in Daniels Wohnung eine Fotografie gesehen hat. Sie beginnt, die Werke Emilies zu lesen und in ihr eine Art Seelenverwandte zu sehen. Als sie die Schriftstellerin zufällig auf der Straße erkennt, spricht sie die etwas erstaunte Emilie an und äußert ihre Bewunderung. Nach dieser ersten Zufallsbegegnung versucht Anaïs alles, um Emilie irgendwie näher zu kommen. Gegen alle Widrigkeiten, und während ihr Pariser Leben weiter im Chaos versinkt, nimmt Anaïs an einem mehrtägigen Kolloquium in der Bretagne teil, nur um die dort referierende Emilie wieder ansprechen zu können. Als dort überraschend auch Daniel auftaucht, führt dies zu Komplikationen, die Anaïs jedoch, wie alle Komplikationen, einfach charmant ignoriert. Emilie gibt dem Werben von Anaïs mit einer Mischung aus Verwunderung und Belustigung schließlich nach. Die beiden Frauen kommen sich näher, auch körperlich. Nach dem Kolloquium zögert Emilie jedoch, sich der unerwarteten Leidenschaft ganz hinzugeben, was Anaïs wiederum nicht hinnehmen mag.

## Rezeption
Der Film feierte seine Premiere 2021 anlässlich der Semaine de la Critique der 74. Filmfestspiele von Cannes, wo er als Sonderaufführung zum 60. Geburtstag der Sektion gezeigt wurde.
Der Sommer mit Anaïs erhielt von 90 Prozent der 69 Kritiken bei Rotten Tomatoes eine eher positive Bewertung und kam dabei im Durchschnitt auf 6,7 von 10 Punkten.
Katja Nicodemus, in Die Zeit, vergleicht den Film mit den Werken von Éric Rohmer, ordnet ihn positiv ein und lobt: „Lebensdurst und schiere Daseinsenergie machen aus Der Sommer mit Anaïs einen wunderbar leichten Film.“
Anne-Katrin Müller auf kunstundfilm.de kann dem Werk und der Figur der Anaīs wenig abgewinnen, sie beschreibt Anaïs als „bisexuellen Backfisch“ und findet: „Ein bisschen bi reicht eben nie.“
Manohla Dargis in der New York Times, empfiehlt den Film als kluge Darstellung eines Menschen auf der Suche und voller Ansprüche. Es gehe letztlich nicht darum, Anaïs liebenswert zu finden, sie sei auch nicht liebenswürdig, sondern sie dafür zu lieben, dass sie, ganz Mensch des 21. Jahrhunderts, die verstaubte Geschichte von Männern, Frauen, Lust und Verlangen über den Haufen wirft.